# بيرت ريتشاردسون
بيرت ريتشاردسون (بالإنجليزية: Bert Richardson)‏ هو قاضي ومحامي أمريكي، ولد في 1956 في سان أنطونيو في الولايات المتحدة.